# Ampelioides tschudii
Ampelioides tschudii е вид птица от семейство Котингови (Cotingidae), единствен представител на род Ampelioides.

## Разпространение
Видът е разпространен в Боливия, Колумбия, Еквадор, Перу и Венецуела.